# Эдмондсон (Арканзас)
Эдмондсон (англ. Edmondson, Arkansas) — город, расположенный в округе Криттенден (штат Арканзас, США) с населением в 513 человек по статистическим данным переписи 2000 года.

## География
По данным Бюро переписи населения США город Эдмондсон имеет общую площадь в 8,55 квадратных километров, водных ресурсов в черте населённого пункта не имеется.
Эдмондсон расположен на высоте 63 метра над уровнем моря.

## Демография
По данным переписи населения 2000 года в Эдмондсоне проживало 513 человек, 140 семей, насчитывалось 174 домашних хозяйств и 198 жилых домов. Средняя плотность населения составляла около 61,1 человек на один квадратный километр. Расовый состав Эдмондсона по данным переписи распределился следующим образом: 27,49 % белых, 71,15 % — чёрных или афроамериканцев, 0,58 % — коренных американцев, 0,58 % — представителей смешанных рас, 0,19 % — других народностей. Испаноговорящие составили 0,39 % от всех жителей города.
Из 174 домашних хозяйств в 42,5 % — воспитывали детей в возрасте до 18 лет, 47,7 % представляли собой совместно проживающие супружеские пары, в 26,4 % семей женщины проживали без мужей, 19,0 % не имели семей. 15,5 % от общего числа семей на момент переписи жили самостоятельно, при этом 5,7 % составили одинокие пожилые люди в возрасте 65 лет и старше. Средний размер домашнего хозяйства составил 2,95 человек, а средний размер семьи — 3,29 человек.
Население города по возрастному диапазону по данным переписи 2000 года распределилось следующим образом: 35,9 % — жители младше 18 лет, 9,0 % — между 18 и 24 годами, 25,7 % — от 25 до 44 лет, 18,5 % — от 45 до 64 лет и 10,9 % — в возрасте 65 лет и старше. Средний возраст жителей составил 29 лет. На каждые 100 женщин в Эдмондсоне приходилось 98,1 мужчин, при этом на каждые сто женщин 18 лет и старше приходилось 90,2 мужчин также старше 18 лет.
Средний доход на одно домашнее хозяйство в городе составил 28 056 долларов США, а средний доход на одну семью — 30 000 долларов. При этом мужчины имели средний доход в 29 000 долларов США в год против 17 917 долларов среднегодового дохода у женщин. Доход на душу населения в городе составил 14 143 доллара в год. 21,5 % от всего числа семей в округе и 24,6 % от всей численности населения находилось на момент переписи населения за чертой бедности, при этом 31,9 % из них были моложе 18 лет и 22,2 % — в возрасте 65 лет и старше.